# Triumfetta heterocarpa
Triumfetta heterocarpa är en malvaväxtart som beskrevs av Thomas Archibald Sprague och Hitch.. Triumfetta heterocarpa ingår i släktet triumfettor, och familjen malvaväxter. Inga underarter finns listade i Catalogue of Life.